# TOPIO

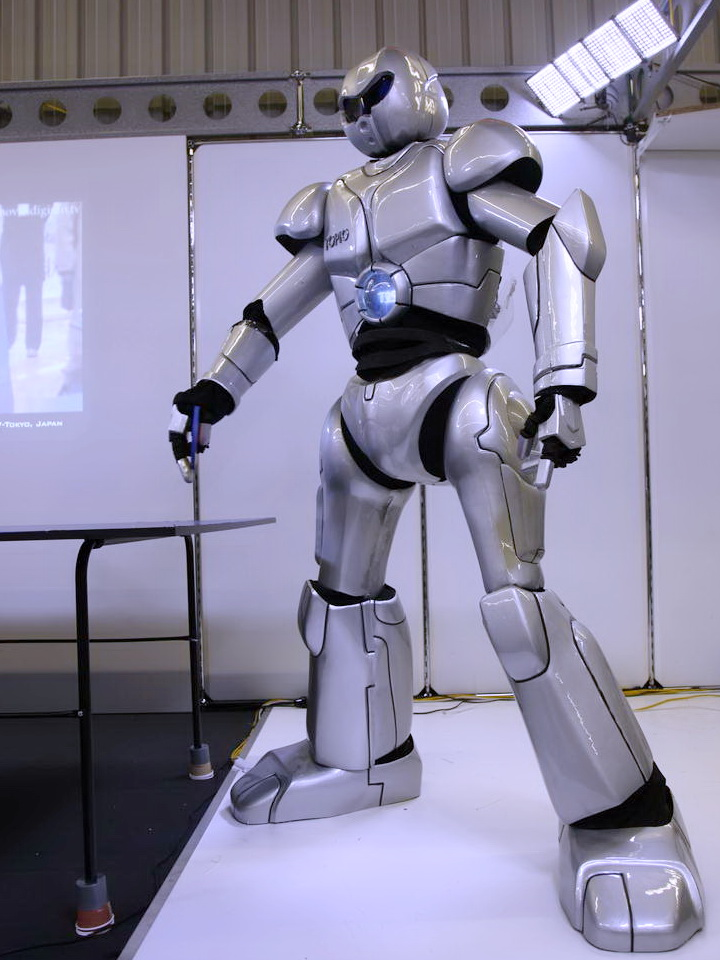
TOPIO 2.0

TOPIO est un robot bipède humanoïde conçu pour jouer au tennis de table contre un être humain. Il a été développé en 2005 par TOSY, une entreprise de robotique au Vietnam. Ses trois versions ont été présentées au public à différentes éditions de l'IREX (International Robotics Exhibition) à Tokyo  .

## Technologies
- Reconnaissance très rapide des objets en mouvement.
- Intelligence artificielle.
- Faible inertie des systèmes mécaniques.
- Rapide et précis contrôle de mouvements.
- Marche bipède équilibrée.

## Spécifications
|                         | TOPIO 1.0                                                           | TOPIO 2.0                                                                                              | TOPIO 3.0                                                                                              |
| ----------------------- | ------------------------------------------------------------------- | --- | --- |
| Taille                  | 185 cm                                                              | 215 cm                                                                                                 | 188 cm                                                                                                 |
| Masse                   | 300 kg                                                              | 60 kg                                                                                                  | 120 kg                                                                                                 |
| Alimentation en énergie | Hydraulique                                                         | Batterie Li-Po, 48V 20AH                                                                               | Batterie Li-Po, 48 V 20 A-h                                                                            |
| Actionneurs             | Vérins hydrauliques                                                 | Servomoteurs DC                                                                                        | Servomoteurs Brushless                                                                                 |
| Jambes                  | 6                                                                   | 2 | 2 |
| Caméra haute vitesse    | 2                                                                   | 2 | 2 |
| Continuous shots        | 6                                                                   | 5 | 10 |
| Degrés de liberté       | 20 2 dans la tête 6 dans chaque bras 1 dans chaque jambe (6 jambes) | 42 3 dans la tête 7 dans chaque bras 6 dans chaque jambe (2 jambes) 3 dans le torse 5 dans chaque main | 39 2 dans la tête 7 dans chaque bras 6 dans chaque jambe (2 jambes) 1 dans le torse 5 dans chaque main |